# André Herbemont
André Herbemont (Saint-Sauveur-de-Montagut, 31 marzo 1893 – Parigi, aprile 1966) è stato un ingegnere francese, specializzato nella progettazione aeronautica. Nel corso della sua carriera progettò o collaborò alla realizzazione di centoquaranta prototipi, di cui centoventitré provati in volo.

## Biografia
Nacque il 31 marzo 1893 a Saint-Sauveur-de-Montagut, e nel 1909 conseguì il Diploma delle arti e dei mestieri a Châlons, laureandosi in ingegneria nel settembre 1912. Nel corso del 1911 il pioniere dell'aviazione francese Armand Deperdussin creò la Société des Aéroplanes Deperdussin, divenuta nel 1912 Société de Production des Appareils Deperdussin (S.P.A.D.), ed assunse come direttore tecnico Louis Béchereau, il quale lo scelse come suo assistente. Tra i diretti collaboratori Deperdussin assunse come capo pilota Louis Janoir.
Prima dello scoppio della prima guerra mondiale collaborò alla realizzazione di numerosi velivoli sportivi che parteciparono alla Coppa Schneider e alla Coupe Gordon-Bennett. Il 31 gennaio 1913 Deperdussin fu accusato di malversazione e successivamente arrestato, e nel gennaio 1914 la società S.P.A.D. fu messa in liquidazione, venendo poi rilevata da un gruppo di industriali, guidato da Louis Blériot, il 1º agosto dello stesso anno. Con la guerra ormai alle porte la ditta assunse la denominazione di Société (anonyme) Pour l'Aviation et ses Dérivés, cancellando completamente il nome Deperdussin dalla ragione sociale.
Nel 1917 al processo contro Deperdussin la testimonianza di Béchereau, apertamente favorevole all'imputato, portò alla rottura dei rapporti tra Blériot e il suo direttore tecnico, con conseguente licenziamento di quest'ultimo,  rimpiazzato prontamente con il ventiquattrenne Herbemont. In quegli anni di guerra, come già aveva fatto Béchereau, anche Herbemont mantenne un fitto scambio di lettere con l'asso francese Georges Guynemer, al fine di migliorare le prestazioni dei velivoli da caccia, basandosi anche sulle esperienze di combattimento dei piloti.
In quegli anni Blériot costituì la società Blériot Aéronautique, totalmente di sua proprietà, ma continuò a produrre aerei anche con il marchio S.P.A.D. Nel corso del 1921 le due ditte si fusero dando vita alla Blériot-SPAD ed Herbemont mantenne la direzione tecnica di entrambe le ditte fino al 1937.
Dopo la fine della prima guerra mondiale, l'11 maggio 1919 il pilota Joseph Sadi-Lecointe conquistò il record mondiale di altitudine, raggiungendo la quota di 8.155 metri a bordo di uno SPAD-Herbemont S.XXbis-3. Con il medesimo velivolo, il 30 settembre dello stesso anno, Sadi-Lecointe batté il record mondiale di velocità raggiungendo i 267 km/h, ma il record non fu mai ufficializzato.
Nel 1920 il caccia SPAD XX da lui progettato batté due volte il record mondiale di velocità: il 28 febbraio Jean Casale raggiunse a Villacoublay i 283,464 km/h, mentre il 9 ottobre a Buc Bernard de Romanet raggiunse i 292 km/h. Negli anni Venti Herbemont ebbe il merito di sperimentare il primo carrello retrattile su un velivolo francese, il Blériot 111 che volò per la prima volta il 29 gennaio 1929), la prima elica a passo variabile in volo, e gli impennaggi di coda a V, ma fu comunque considerato sempre un tecnico abbastanza conservatore.
Il 6 gennaio 1933 il pilota Louis Massotte portò in volo a Buc il prototipo del caccia Blériot-SPAD S.510, unico concorrente biplano del programma relativo ad un caccia terrestre emesso nel 1932.
Nella primavera dello stesso anno Emile Régnier e Louis Massotte, accompagnati dall'ingegnere André Herbemont, si recarono a Viry-Châtillon, presso l'officina del progettista aeronautico Roland Payen per visionare il prototipo Payen Pa.100 "Flèche volante". Entrato appena nel laboratorio, alla vista del rivoluzionario velivolo del giovane Payen l'ingegner Herbemont esclamò: C'est çà, votre berlingot? Mais, dans quel sens ça marche?. Purtroppo per Payen il motorista Emile Régnier, impressionato dal giudizio di Herbemont, trovò il prestesto per riprendersi il proprio motore da 180 CV, impedendo così al velivolo di partecipare alla Coupe Deutsch de la Meurthe che doveva tenersi il 14 maggio dello stesso anno.
Il 15 giugno 1937 il collaudatore Louis Massotte, durante un volo di prova con il prototipo del caccia Blériot-SPAD S.710 constatò forti vibrazioni degli impennaggi di coda a V quando si trovava ad una quota di 200 m d'altitudine Egli effettuò un atterraggio d'emergenza ma il prototipo, a causa della violenza dell'impatto, si distrusse causando la morte del pilota. I fenomeni di flutter erano allora poco conosciuti, ma questo fu l'ultimo biplano progettato da Herbemont per la S.P.A.D.
Infatti il 12 gennaio dello stesso anno la STAé aveva emesso il programma A23 relativo ad un caccia monoplano leggero, di costruzione lignea, dotato di propulsore da 900-1.000 CV.
Il 15 luglio fu costituita la Société nationale des constructions aéronautiques du sud-ouest (S.N.C.A.S.O.) risultante dalla nazionalizzazione e conseguente raggruppamento degli stabilimenti Blériot Aéronautique di Suresnes, della Société des Avions Marcel Bloch di Villacoublay e Courbevoie, della Société Aéronautique du Sud-Ouest di Bordeaux-Mérignac, delle Usine de Construction Aéronautique di Bordeaux-Bègles, della Société Aérienne Bordelaise di Bordeaux-Bacalan e della società Lioré et Olivier di Rochefort. Herbemont assunse la carica di Direttore Tecnico della nuova società, e in risposta alla specifica A23, Herbemont maestro delle realizzazioni in legno, progettò il caccia Bloch MB.700 che volò per la prima volta a Buc il 19 aprile 1940 nelle mani del collaudatore Daniel Rastel.
La scoppio della seconda guerra mondiale portò all'inizio di un vasto movimento di riorganizzazione della S.N.C.A.S.O. i cui uffici tecnici lasciarono Courbevoie per raggiungere i due poli di fabbricazione del società: Bordeaux (bombardieri leggeri MB 174 e 175), e Châteauroux (caccia MB 152 e 155). L'offensiva tedesca del maggio/giugno 1940 accelerò il processo: Herbemont e Jean Béziaud, ex-Blériot-SPAD, si trasferirono a Bordeaux, provenienti da Suresnes. Quando i tedeschi invasero la zona libera della Francia nel novembre 1942, posero fine ad ogni attività di progettazione aeronautica della S.N.C.A.S.O.
Herbemont fu nominato Cavaliere della legion d'onore a titolo civile nel novembre 1920, e poi Ufficiale nel 1952. Il 2 agosto 1939 fu decorato con la medaglia d'oro delle arti, scienze e lettere Si spense a Parigi nell'aprile 1966 e riposa nel cimitero Voltaire a Suresnes. Nel corso del 1967 apparve postumo il libro autobiografico André Herbemont, Au service des ailes curato dal giornalista Jean Norbert.

## Realizzazioni
(lista parziale)
- SPAD S.VII[5]
- SPAD S.XI
- SPAD S.XII
- SPAD S.XIII
- SPAD S.XIV[5]
- SPAD S.XV
- SPAD S.XVI
- SPAD S.XVII
- SPAD S.XX
- SPAD S.XXI
- SPAD S.XXII
- SPAD S.XXIV
- Blériot 75 (1919)
- Blériot 115 (1923)
- Blériot 135 (1924)
- Blériot 155 (1925)
- Blériot 165 (1926)
- Blériot 127 (1929)
- Blériot 195 (1929)
- Blériot 110 (1930)
- Blériot 111 (1929)
- Blériot 125 (1931)
- Blériot 5190 (1933)
- Blériot-SPAD S.33
- Blériot-SPAD S.37
- Blériot-SPAD S.41
- Blériot-SPAD S.46
- Blériot-SPAD S.50
- Blériot-SPAD S.51
- Blériot-SPAD S.56
- Blériot-SPAD S.60
- Blériot-SPAD S.61[3]
- Blériot-SPAD S.66
- Blériot-SPAD S.70
- Blériot-SPAD S.71
- Blériot-SPAD S.72
- Blériot-SPAD S.81
- Blériot-SPAD S.86
- Blériot-SPAD S.91
- Blériot-SPAD S.126
- Blériot-SPAD S.510
- Blériot-SPAD S.710
- Bloch MB.700

### Riviste
- Bouche Henri, Leglise Pierre (collettivo) Sur l'accident mortel de Louis Massotte par André Herbemont, L'Aeronautique - Revue Mensuelle Illustrée nº 221, Librairie Gauthier-Villars, Parigi, ottobre 1937
- Mirguet, Henri Le Monocoque Deperdussin L'Aérophile, vol. 20, no. 18 (15 Sept. 1912)
- “The 100-hp Deperdussin Racing Monoplane,” Flight, 10 Feb. 1912